# Colette Saive-Boniver
Colette Saive-Boniver geboren als Colette Boniver (Verviers, 28 oktober 1926 - 12 april 2017) was een  Belgisch senator.

## Levensloop
Saive-Boniver werd beroepshalve secretaris bij een architect. 
Ze werd eveneens politiek actief voor Ecolo en was voor deze partij van 1983 tot 1985 lid van de Belgische Senaat als rechtstreeks gekozen senator voor het arrondissement Verviers. Ze verving de ontslagnemende Alphonse Royen en was hierdoor eveneens lid van de Waalse Gewestraad en de Raad van de Franse Gemeenschap. Bij de verkiezingen van 1985 werd ze niet meer herkozen.